# В глубине Великого Кристалла
«В глубине́ Вели́кого Криста́лла» — цикл фантастических повестей Владислава Крапивина, объединённых общей картиной метавселенной, имеющей форму кристалла, каждая грань которого является отдельной вселенной, и частично перекликающимися сюжетами. Ведущую роль в произведениях цикла играют дети, имеющие особые способности, позволяющие им, в частности, проникать в параллельные вселенные. Особая роль отводится некоему сообществу Хранителей — Командоров, призванному охранять таких детей.
Образ Командора — наиболее интересная находка Крапивина в произведениях цикла, источником которой, вероятно, является жизненный опыт писателя, который в 1960—1980-е годы возглавлял пионерский отряд «Каравелла».
На примере вымышленного мира автором рассматриваются проблемы реального мира — беспризорность, насилие над детьми и их защита от произвола. Ещё одним лейтмотивом произведений цикла является отношение матери и ребёнка, тоска детей по родителям, с которыми они так или иначе разлучены, проблемы отношений в неполных и распавшихся семьях.
Цикл является логическим продолжением трилогии «Голубятня на жёлтой поляне», перекликается с ним по целому ряду идей и содержит прямые отсылки к её героям и событиям.

## Произведения цикла
Основная часть цикла состоит из пяти произведений, написанных в 1988—1991 годах:
1. «Выстрел с монитора» (1988)
2. «Гуси-гуси, га-га-га…» (1989)
3. «Застава на Якорном поле» (1989)
4. «Крик петуха» (1990)
5. «Белый шарик матроса Вильсона» (1991)

Эти произведения составляют ядро цикла и именно они входили в первоначальный план.
Позже были написаны произведения, стоящие от основного цикла некоторым особняком:
1. «Сказки о рыбаках и рыбках» (другое название — «Лунная рыбка», 1991)
2. «Лоцман» (1991)

Также к циклу «В глубине Великого Кристалла» примыкают роман «Кораблики, или Помоги мне в пути» (1993) и повесть «Синий треугольник» (2001), не имеющие сюжетной связи с основными произведениями цикла, однако происходящие в тех же мирах с теми же свойствами.
Близкими по духу произведениями, хотя в них и не упоминается Великий Кристалл, являются ранний рассказ «Я иду встречать брата» (1962) и повесть «Оранжевый портрет с крапинками»(1985).

## Публикации
Впервые произведения цикла выходили в журналах «Пионер» («Выстрел с монитора»: 1988, № 10—12; 1989, № 1, 2; «Застава на Якорном Поле»: 1989, № 10—12, 1990, № 1, 2), «Урал» («Гуси, гуси, га-га-га…»: 1989, № 8-9) и «Уральский следопыт» («Крик петуха»: 1990, № 8—10; «Белый шарик матроса Вильсона»: 1991, № 6—8; «Лоцман»: 1992, № 1—3). «Выстрел с монитора», «Крик петуха» и «Белый шарик…» были оформлены иллюстрациями Евгении Стерлиговой, «Лоцман» — иллюстрациями сына писателя — Павла Крапивина, «Застава на Якорном Поле» — рисунками Е. Медведева.
В дальнейшем повести цикла публиковались как отдельными изданиями, так и в составе сборников. В 2005 году издательством «Эксмо» был выпущен двухтомник «В глубине Великого Кристалла», включающий девять произведений. В 2009 году тем же издательством цикл был выпущен в виде однотомника.

## Вселенная цикла
Цикл является логическим продолжением предыдущих работ Крапивина, прежде всего — трилогий «В ночь большого прилива» и «Голубятня на жёлтой поляне». Именно в «Ночи большого прилива» впервые появились мотивы многовариантности пространств и связка героев «подросток — взрослый» в дополнение к традиционной для писателя связке «малыш — подросток». В «Голубятне…» впервые появляется тип героя, который станет основным для цикла «В глубине Великого Кристалла», — Игнатик — мальчик с паранормальными способностями, способный проникать в параллельные пространства.
В повестях цикла описывается Вселенная, представляющая собой совокупность множества параллельных миров, в целом составляющая некое подобие бесконечно большого многомерного кристалла («Великий Кристалл»). Каждая грань этого кристалла — отдельный мир, со своей историей, географией, со своим течением времени. Как и в обычных кристаллах, в кристаллической Вселенной нет идеальной упорядоченности: где-то рёбра между гранями сглаживаются, где-то в толще кристалла могут оказаться трещины, где-то есть другие изъяны и аномалии. В мирах, находящихся на гранях, этим дефектам соответствуют различные «аномальные зоны», через которые иногда можно попасть из одного мира в другой. Вселенная устроена так, что миры на соседних гранях похожи друг на друга: они могут иметь близкую, хотя и отличающуюся географию, живущие там люди говорят на похожих языках, уровень научно-технического и социального развития человечества примерно одинаков, хотя и различий очень много.
С течением времени всё больше людей обретают паранормальные способности. Если раньше большинство из них ограничивалось мелкими бытовыми «чудесами», вроде телекинеза или пирокинеза, то теперь они обретают умение находить тропинки из одного мира в другой и пользоваться ими. Первыми обладателями этих способностей становятся дети; любопытство и жажда приключений толкают их навстречу неизвестности, но нередко это приводит к беде. Почти во всех мирах есть могущественные силы, знающие о существовании иных пространств и изучающие Кристалл, для которых дети, способные ходить между мирами — либо помеха, либо ресурс, который можно использовать в своих корыстных целях. Это правительства, военные, корпорации… В противовес им существуют Командоры — тайное братство тех, кто посвятил свою жизнь охране детей с необычными способностями.
Критик М. Борисов отмечал, что произведения цикла всегда подразумевают две трактовки: либо собственно фантастическую, либо иносказательную, хотя, по мнению критика, автор устраняет «мнимое двоемирие» и предлагает скорее «паритет реальностей».
Литературовед Т. Бобина отмечала движение Крапивина к соединению психологической повести, сказки, фэнтези и фантастики (в «Заставе на Якорном поле», «Выстреле с монитора» и других повестях), что усугубляло конфликт между подростком и взрослыми, их деспотичным миром несправедливости и догматики. Трансформация жанров, по мнению Бобиной, определялся как авторской эволюцией, так и читательским запросом на жанр фэнтези. Согласно Бобиной, становятся сложнее не только сюжеты, но и «картина мироздания», превратившаяся в «Мир Магического Кристаллического Кольца» с многочисленными параллельными вселенными. В этой реальности борьба добра и зла усиливается, авторская вселенная оказывается под властью «трансцендентального зла».

## Сюжеты
Книги цикла описывают несколько узловых моментов в истории группы параллельных пространств, более или менее соответствующих миру, в котором живёт современное человечество. Все сюжеты цикла увязаны между собой перекрестными ссылками, упоминаниями и замыкающимися в кольцо сюжетными линиями — именно так Крапивин передает всю сложность и запутанность пространств и времен внутри Кристалла.

### Выстрел с монитора
Повесть построена по схеме «рассказ в рассказе» — Павлик Находкин, школьник, возвращающийся на речном пароходе от родственницы, выслушивает от случайного пожилого попутчика историю о событиях, происходивших в местах, по которым сейчас проплывает пароход. О городе Реттерхальме, который стоял в этих местах, и о его жителе, мальчике по имени Галиен Тукк (для друзей — Галька), однажды спасшем город от бомбардировки вражеским монитором. Из рассказа мальчик узнаёт о Командорах — немногочисленных защитниках детей с особыми способностями.
Сойдя с парохода, который остановился из-за сломавшейся машины, Павлик решает добираться до дома на автобусе, но попадает в петлю времени, оказавшись на сутки в прошлом и совершает чудо — силой своего желания переносится на много километров в родной город. В действии активно участвует старая монетка с изображением Юхана-трубача, выпущенная когда-то в городе Лехтенстаарн. Эта монетка ещё неоднократно встретится позже героям книг цикла. Само же упоминание Юхана-трубача — одна из переплетающихся нитей сюжета.

### Гуси-гуси, га-га-га…
Это произведение является одним из самых серьёзных и нетипичных для Крапивина. Действие происходит в Западной Федерации, внешне благополучном мире будущего, в городе Реттерберге — первом после столицы. Каждому новорождённому гражданину страны делается прививка, превращающая его организм в источник специфического ненаправленного излучения, постоянно транслирующий в эфир «биологический индекс» — уникальный код-идентификатор этого человека. Индексы заменили все виды личных документов, они используются везде: от домашних компьютеров до банковской системы и полиции. От системы невозможно скрыться: уловители индекса покрывают территорию всей страны, а также и большинства соседних стран в регионе. Пенитенциарно-исполнительная система максимально упрощена: вместо разных наказаний за различные проступки осталось одно, унифицированное — смертная казнь. При любом нарушении порядка судебный компьютер бросает жребий; чем серьёзнее нарушение, тем выше вероятность казни. Даже за мелкую кражу присуждается один шанс из десяти, а для совершивших тяжкие преступления вероятность смерти больше половины.
Главный герой книги — сорокалетний дизайнер рекламы Корнелий Глас, типичный обыватель. Глас получает повестку на казнь: он неправильно перешёл улицу, и ему выпал почти невозможный шанс — один из миллиона. Из-за накладок в процессе исполнения приговора Глас остаётся жив, но по документам казнь уже проведена и его идентификатор исключён из реестра индексной системы. Теперь Корнелия нельзя ни казнить официально, ни выпустить на волю. Ему ничего не остаётся делать, как оставаться в тюрьме. Полицейский инспектор приставляет его в качестве воспитателя к группе живущих там же безындексных детей (по негласному положению все такие дети изымаются из семей и воспитываются в тюремных интернатах). Там Корнелий знакомится с новоприбывшим Цезарем Лотом, ещё недавно — обычным и благополучным семейным ребёнком. Но у десятилетнего мальчика бесследно исчез индекс. Цезаря, согласно общему порядку, отправили в тюремный интернат, а родители оказались в секретном институте в роли подопытных.
Под воздействием обстоятельств происходит необратимая ломка обывательского сознания Корнелия, он решает спасти детей и помочь Цезарю воссоединиться с родителями. Большинство детей удаётся переправить в соседний мир, в котором нет индексной системы и где они смогут жить нормально. Сам Корнелий остаётся, чтобы освободить родителей Цезаря Лота из-под стражи и помочь им бежать. Впоследствии выясняется что на самом деле Глас приговорён не был — фальшивую повестку ради шутки сфабриковал его приятель Рибалтер. Рибалтеру, явившемуся в полицию с повинной, показательная судебная коллегия определяет в качестве наказания смертную казнь с вероятностью 999 999 из миллиона. Глас может вернуться домой и жить дальше своей спокойной обывательской жизнью, но он уже перешёл рубеж, за которым не может остановиться.

### Застава на Якорном Поле
Полуостров, на котором находится гигантский мегаполис (возможно, в параллельном мире). Сирота Матвей Радомир по прозвищу «Ёжики», которое ему дала его мама за «колючий» характер живёт в интернате Особого Суперлицея, куда его почти насильно определил ректор Кантор в день «гибели» его мамы Иветты.
У мальчика лишь одно утешение — он часто ездит по кольцевой линии местного метро, где объявления станций были записаны его мамой, и слушает её голос. Однажды, когда Ёжики едет знакомым маршрутом, происходит странное: объявляется станция «Якорное Поле», которой никогда не было на линии, причём объявляет новую станцию всё тот же голос его давно погибшей матери. Ёжики выходит и попадает на поле, усеянное якорями всех форм и размеров. Там он встречается и играет с подростками Рэмом, Лис (Лизой) и Филиппом, а потом возвращается назад через станцию и метро. Когда Ёжики пытается выяснить, откуда взялась новая станция, чиновники метрополитена объявляют, что её нет и никогда не было. Ректор лицея уверяет Ёжики, что Якорное Поле — лишь плод его воображения, придуманный из-за тоски по матери.
Из подслушанного разговора ректора Кантора с лицейским доктором Ёжики понимает, что его обманывают, что его мать жива, но насильно отправлена куда-то организацией, представляемой ректором. Эти люди добиваются проявления в детях сверхспособностей, а поскольку такие качества чаще проявляются в моменты сильных переживаний, нередко имитируют гибель родителей нужных им детей.
Однажды к Ёжики попадает Яшка — разумный кристалл, который может общаться с человеком и проявлять себя как личность. Когда-то давно кристаллик Яшка, модель мироздания, был выращен учёной женщиной мадам Валентиной («Выстрел с монитора»). Яшка помогает Ёжики подать жалобу, которая позволит ему уйти из лицея, вернуться домой и жить с тётей; Ёжики, используя свои особые способности, запускает Яшку в космос, чтобы тот, как мечтал, мог стать звездой.
Ёжики при первой же возможности возвращается в метро и бросается по тоннелю навстречу поезду. Когда поезд уже близко и гибель неминуема, Ёжики удаётся прямой переход — он попадает в мир, где находится Якорное поле и где теперь живёт его мама, с которой он и встретился.

### Крик петуха
Главный герой повести — Витька Мохов, — проводит каникулы в засекреченной обсерватории «Сфера», занимающейся проблемой многомерных пространств, где работают его отец, находящийся в разводе с матерью, и дед (отец матери). Отец Витьки — Михаил, — опередил коллег в эксперименте и проник в Западную Федерацию («Гуси, гуси, га-га-га…»), где остался жить. Годом раньше отец на некоторое время вернулся в «Сферу» и показал сыну путь в параллельный мир. Витька начал регулярно навещать отца, а через несколько месяцев по просьбе отца помог перевезти в свой мир группу детей, освобождённых Корнелием Гласом. Позже Витька подружился с Цезарем Лотом, и их совместная авантюра по массовому удалению индексов у жителей Западной Федерации привела к развалу системы машинно-полицейской диктатуры. Дружба с Цезарем и стремление чаще видеть друга стимулировала развитие Витькиных способностей, и мальчик обучился прямому переходу.
Также рассказывается история Филиппа — мальчишки из мира, куда в «Заставе на Якорном поле» попал в итоге Матвей Радомир. Филипп знакомится с петухом Кригером, выброшенным из «Сферы» при неудачном эксперименте, и благодаря этому знакомству учится прямому межпространственному переходу.
В конце повести Пограничники (как называли себя дети, способные переходить границы между гранями) собираются в Башне с Маятником, находящейся в месте пересечения многих пространств. Там их находит постаревший Павел Находкин («Выстрел с монитора») — он завершил свои командорские дела, и теперь передаёт обязанности Командора Цезарю.
Повесть «Крик петуха» можно считать центральным произведением цикла — она интегрирует остальные книги цикла, объединяя их отдельные истории в целостную картину, в ряде случаев отвечая на оставшиеся в этих книгах вопросы и разрешая недосказанности.

### Белый шарик матроса Вильсона
Конец 1940-х годов, город Туре́нь, прототипом которого стала Тюмень — родной город автора. В повести описывается история преданной дружбы Стасика Скицына, которого за мечту стать моряком прозвали Матросом Вильсоном, и Белого Шарика, маленькой звезды, возникшей из запущенного Ёжики в космос кристаллика, которая научилась превращаться в мальчика Яшку. Из-за постоянных энергозатратных переходов из звёздного мира в мир людей связь Яшки с космосом обрывается и он становится обыкновенным мальчишкой, которого принимают в семью Скицыных.

### Сказка о рыбаках и рыбках (Лунная рыбка)
Главный герой повести — мультипликатор и художник Валентин Волынов из Восточной Федерации — попадает в детский лагерь, возле которого происходят сверхъестественные события, вроде появления НЛО и высадки пришельцев. Одиннадцать детей из интерната, якобы контактировавших с инопланетянами, оставляют после окончания смены с Волыновым под предлогом нового контакта. Впоследствии, однако, выясняется, что никакой контакт не планировался, а опасных детей просто собираются уничтожить. Волынов собирает детей и выводит их из лагеря через болото.

### Лоцман
«Лоцман» — самое необычное произведение цикла и вообще малохарактерное для автора. Главный герой повести — писатель Игорь Петрович Решилов — больше других взрослых героев Крапивина похож на него самого. В повести о путешествии Решилова и его юного проводника Сашки в таинственный мир Подгорья (где они случайно видят и Яшку Скицына) поднимаются серьёзные этико-философские проблемы.